# Basketball Bundesliga de 1991–92
A Temporada 1991–92 da Basketball Bundesliga foi a 26.ª edição da principal competição de basquetebol masculino na Alemanha. A equipe do TSV Bayer 04 Leverkusen conquistou seu décimo título nacional sendo o terceiro consecutivo.

## Equipes participantes
| Clube                   | Localização  |
| ----------------------- | ------------ |
| ALBA Berlin             | Berlim       |
| BG Ludwigsburg          | Ludwigsburgo |
| Brandt Hagen            | Hagen        |
| MTV 1846 Giessen        | Giessen      |
| TSV Bayer 04 Leverkusen | Leverkusen   |
| SG Bramsche/Osnabrück   | Bramsche     |
| SSV 1846 Ulm            | Ulm          |
| Steiner Bayreuth        | Bayreuth     |
| SG FT/MTV Braunschweig  | Brunsvique   |
| TV Langen               | Langen       |
| TTL uniVersa Bamberg    | Bamberga     |
| TVG Basketball Trier    | Tréveris     |

## Classificação Fase Regular

### Norte
| Pos. | Clube                   | V  | D  | Pts      | Classificação |
| ---- | ----------------------- | -- | -- | -------- | ------------- |
| 1    | TSV Bayer 04 Leverkusen | 28 | 4  | 56:08:00 | Playoffs      |
| 2    | Alba Berlin             | 22 | 10 | 44:20:00 | Playoffs      |
| 3    | Brandt Hagen            | 17 | 15 | 34:30:00 | Playoffs      |
| 4    | TV Germania Trier       | 13 | 19 | 26:38:00 | Playoffs      |
| 5    | SG Bramsche/Osnabrück   | 12 | 20 | 00:40    | Playouts      |
| 6    | SG FT/MTV Braunschweig  | 9  | 23 | 18:46    | Playouts      |

### Sul
| Pos. | Clube                    | V  | D  | Pts      | Classificação |
| ---- | ------------------------ | -- | -- | -------- | ------------- |
| 1    | BG Stuttgart/Ludwigsburg | 22 | 10 | 44:20:00 | Playoffs      |
| 2    | TTL Basketball Bamberg   | 21 | 11 | 42:22:00 | Playoffs      |
| 3    | MTV 1846 Giessen         | 16 | 16 | 32:32:00 | Playoffs      |
| 4    | SSV 1846 Ulm             | 15 | 17 | 30:34:00 | Playoffs      |
| 5    | TV Langen                | 9  | 23 | 18:46    | Playouts      |
| 6    | Steiner Bayreuth         | 8  | 24 | 16:48    | Playouts      |

## Playoffs
|  | Quartas de final | Quartas de final        | Quartas de final       |             |   | Semifinais              | Semifinais | Semifinais |  |  | Final | Final                   | Final |
|  |                  |                         |                        |             |   |                         |            |            |  |  |       |                         |       |
|  |                  |                         |                        |             |   |                         |            |            |  |  |       |                         |       |
|  | N1               | TSV Bayer 04 Leverkusen | 2                      |             |   |                         |            |            |  |  |       |                         |       |
|  | S4               | SSV 1846 Ulm            | 0                      |             |   |                         |            |            |  |  |       |                         |       |
|  | S4               | SSV 1846 Ulm            | 0                      |             |   | TSV Bayer 04 Leverkusen | 3          |            |  |  |       |                         |       |
|  |                  |                         |                        |             |   | TSV Bayer 04 Leverkusen | 3          |            |  |  |       |                         |       |
|  |                  |                         | TTL Basketball Bamberg | 0           |   |                         |            |            |  |  |       |                         |       |
|  | S2               | TTL Basketball Bamberg  | TTL Basketball Bamberg | 0           | 2 |                         |            |            |  |  |       |                         |       |
|  | S2               | TTL Basketball Bamberg  |                        |             | 2 |                         |            |            |  |  |       |                         |       |
|  | N3               | Brandt Hagen            | 0                      |             |   |                         |            |            |  |  |       |                         |       |
|  |                  |                         |                        |             |   |                         |            |            |  |  |       | TSV Bayer 04 Leverkusen | 3     |
|  |                  |                         |                        | Alba Berlin | 0 |                         |            |            |  |  |       |                         |       |
|  | S1               | BG Ludwigsburg          | 2                      |             |   |                         |            |            |  |  |       |                         |       |
|  | N4               | TV Germania Trier       | 0                      |             |   |                         |            |            |  |  |       |                         |       |
|  | N4               | TV Germania Trier       | 0                      |             |   | BG Ludwigsburg          | 1          |            |  |  |       |                         |       |
|  |                  |                         |                        |             |   | BG Ludwigsburg          | 1          |            |  |  |       |                         |       |
|  |                  |                         | Alba Berlin            | 3           |   |                         |            |            |  |  |       |                         |       |
|  | N2               | Alba Berlin             | Alba Berlin            | 3           | 2 |                         |            |            |  |  |       |                         |       |
|  | N2               | Alba Berlin             |                        |             | 2 |                         |            |            |  |  |       |                         |       |
|  | S3               | MTV 1846 Giessen        | 1                      |             |   |                         |            |            |  |  |       |                         |       |

## Campeões da Basketball Bundesliga (BBL) 1991–92
| Campeões da BBL 1991–92             |
| ----------------------------------- |
| TSV Bayer 04 Leverkusen 10.º título |

## Clubes alemães em competições europeias
| Clube                    | Competição         | Resultado                                                      |
| ------------------------ | ------------------ | -------------------------------------------------------------- |
| TSV Bayer 04 Leverkusen  | FIBA Euroliga      | Eliminado na Fase de Grupos (5º no Gr. B com 7v - 7d)          |
| Einheit Weißenfels       | Copa Korać         | Eliminado na Primeira Fase por Polônia Varsóvia (118-97;85-85) |
| TV Germania Trier        | Copa Korać         | Eliminado na Segunda Fase por Scavolini Pesaro (69-115;69-109) |
| BG Stuttgart/Ludwigsburg | Copa Korać         | Eliminado na Segunda Fase por Taugrés (91-94;74-90)            |
| Alba Berlin              | FIBA Copa Europeia | Eliminado na Fase de Grupos (6º no Gr. A com 2v - 8d)          |
| SG FT/MTV Braunschweig   | FIBA Copa Europeia | Eliminado na Primeira Fase por VEF Riga (99-109;79-96)         |